# Сидяга Віталій-Роман Томкович

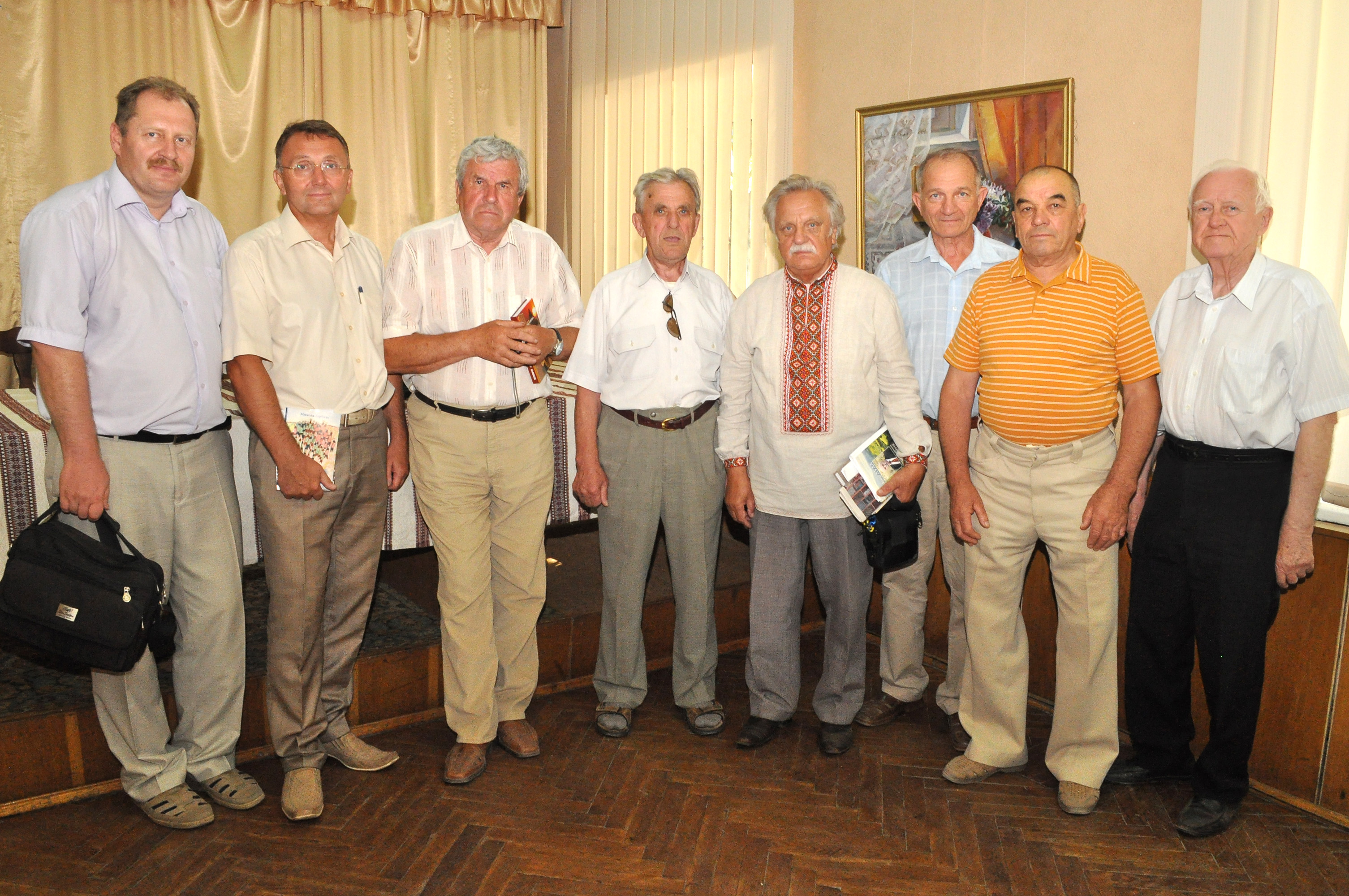
На презентації книги Миколи Горбаля «Повернення» в Тернопільському краєзнавчому музеї 25 серпня 2015 року.

Сид́яга Віталій-Роман Томкович (4 січня 1941, Великі Бірки — 23 грудня 2017, Великі Бірки) — український громадсько-політичний діяч, освітянин. Секретар Тернопільської філії УГС, згодом заступник голови Тернопільської обласної організації УРП, Представник Президента України в Тернопільському районі, голова спілки ветеранів Тернопільського району.

## Життєпис
Віталій-Роман Сидяга народився 4 січня 1941 року в селі (нині селище) Великих Бірках Великоборківського, тепер Тернопільського району Тернопільської області в патріотичній українській родині. Батько Томко Ількович (1891-1977), учасник Першої світової війни, в 1919 р. добровольцем зголосився до армії УНР, брав участь у Першому зимовому поході, мати Марія Петрівна (1901-1964) активний учасник місцевого осередку «Просвіти» у 1950 р. репресована за зв'язки з підпіллям ОУН-УПА, дядько Василь Сидяга — доброволець легіону УСС, старший брат Дмитро член ОУН, загинув у 1944 році в лавах УПА.
Закінчив Великобірківську середню школу, навчався у Бучацькому сільськогосподарському технікумі, три роки проходив строкову військову службу. У 28 річному віці поступив на заочне відділення історичного факультету Київського державного університету  імені Тараса Григоровича Шевченка. Закінчивши навчання здобув спеціальність викладача історії та суспільствознавства.
Працював учителем історії у Великобірківській середній школі. З молодих років включився в підпільну політичну діяльність. Від 1977 р. КДБ розпочав переслідування, спочатку викликали на допити, через три роки репресували із послідуючою забороною вчительської праці.
З початком перебудови — активний учасник і організатор мітингів, масових акцій, суспільно-політичних процесів національного відродження кінця 1980-х — початку 1990-х рр. в Україні. Секретар Тернопільської філії УГС, 1990—1991 — заступник голови Тернопільської обласної організації УРП, від 2001 — голова секретаріату Тернопільської обласної організації УРП. Представник Президента України в Тернопільському районі (квітень 1992— лютий 1994). Від 1994 навчального року і до виходу на пенсію — директор Великобірківської середньої школи, тепер НВК «Великобірківська ЗОШ І-ІІІ ст. „Школа-гімназія ім. С. Балея“».
У 2010-2017рр. — голова Спілки ветеранів Тернопільського району. Одружений, разом з дружиною Ганною виховали трьох дітей.

## Нагороди
- Відзнака Президента України — Хрест Івана Мазепи (18 серпня 2009) — За визначний особистий внесок у відстоювання національної ідеї, становлення і розвиток Української незалежної держави та активну політичну і громадську діяльність[8]